# Автомобильный инцидент в Мангейме в 2025 году
3 марта 2025 года автомобиль врезался в толпу людей на Парадеплац, популярной пешеходной зоне в Мангейме, Германия. В результате инцидента погибло по меньшей мере два человека и около 25 получили ранения. Водитель скрылся с места происшествия, но был задержан вооружённой полицией.
Инцидент всё ещё расследуется немецкой полицией, и неизвестно, было ли случившееся преднамеренным нападением или случайным.

## Инцидент
Инцидент произошел после 12:00 по местному времени (11:00 по Гринвичу) на рыночной площади Парадеплац в Мангейме. Водитель въехал на машине в толпу людей, сбив нескольких из них. Очевидцы сообщили о хаосе, несколько жертв лежали на земле. В городской больнице было объявлено чрезвычайное положение, и власти посоветовали жителям избегать центра города во время чрезвычайной ситуации.

## Реакция
3 марта министр внутренних дел и местных сообществ Нэнси Фезер (СДПГ), премьер-министр Баден-Вюртемберга Винфрид Кречман (Союз 90/Зелёные), государственный министр внутренних дел Томас Штробль (ХДС) и мэр Мангейма Кристиан Шпехт (ХДС) выразили своё беспокойство в связи с инцидентом.
- Премьер-министр Италии Джорджа Мелони выразила соболезнования[7].